# Вырозерское общество
Вырозерское общество — сельское общество, входившее в состав Толвуйской волости Петрозаводского уезда Олонецкой губернии.

## Общие сведения
Волостное правление располагалось в селении Толвуйский погост.
В настоящее время территория общества относится к Толвуйскому сельскому поселению Медвежьегорского района Республики Карелия.

## Населённые пункты
Согласно «Спискам населённых мест Олонецкой губернии» по переписям 1873 и 1905 годов общество состояло из следующих населённых пунктов:
| №  | Населённый пункт                                                 | Расстояние до волостного правления в вёрстах | По переписи 1873 года | По переписи 1873 года | По переписи 1905 года | По переписи 1905 года |
| №  | Населённый пункт                                                 | Расстояние до волостного правления в вёрстах | Количество семей      | Всего жителей         | Количество семей      | Всего жителей         |
| -- | ---------------------------------------------------------------- | -------------------------------------------- | --------------------- | --------------------- | --------------------- | --------------------- |
| 1  | Алексеевская, включает Полежаевскую и Ровкачевскую               | 5                                            | 20                    | 114                   | 29                    | 218                   |
| 2  | Таровская                                                        | 5                                            |                       |                       | 6                     | 56                    |
| 3  | Софроновская, включает Ивашевскую и Богомоловскую                | 8                                            | 24                    | 186                   | 29                    | 208                   |
| 4  | Игумновская, включает Ольховец, Глазовскую и Никитинскую         | 1                                            | 32                    | 225                   | 35                    | 309                   |
| 5  | Межники (Межницкая), включает Межинки Ближние и Межинки Дальние  | 11                                           | 9                     | 44                    | 14                    | 144                   |
| 6  | Житницкая, включает Демеховскую и Федосову Гора                  | 10                                           | 23                    | 163                   | 33                    | 239                   |
| 7  | Римская, включает Рим, Маньковскую и Геняков-Уголь               | 11                                           | 18                    | 133                   | 23                    | 158                   |
| 8  | Погоская (Вырозерский погост), включает Бабинскую и Свитиновскую | 10                                           | 10                    | 58                    | 18                    | 92                    |
| 9  | Заречье, включает Заречье Большое и Заречье Малое                | 12                                           | 6                     | 61                    | 11                    | 89                    |
| 10 | Ганьковская (Дальний угол)                                       | 12                                           | 18                    | 108                   | 21                    | 156                   |
| 11 | Широкопольская                                                   | 13                                           | 14                    | 79                    | 14                    | 97                    |
|    | Тарасовская                                                      |                                              | 5                     | 47                    |                       |                       |

## Религия
За православной общиной на территории общества — Вырозерским приходом Петрозаводского благочиния — числились следующие культовые постройки:
- Церковь святителя Николая и Богоявления в Вырозере — деревянная постройка 1864 года, сгорела в 1943 году.
- Часовня преподобного Александра Свирского в Игумновской — деревянная постройка 1780 года, не сохранилась.
- Часовня святителя Модеста, патриарха Иерусалимского в Софроновской — деревянная постройка 1760 года, не сохранилась.
- Часовня иконы Владимирской Божьей Матери в Риме — деревянная постройка 1760 года, не сохранилась.
- Часовня введения во храм Богородицы в Широких Полях (Широкопольской) — деревянная постройка 1800 года, не сохранилась.